# Ото III фон Халермунд
Ото III фон Халермунд (на немски: Otto III Graf von Hallermund; † 8 ноември 1411) от фамилията Кефернбург, е последният граф на Халермунд.

## Произход и наследство
Той е най-големият син на граф Ото II фон Халермунд († 1 ноември 1392) и съпругата му Аделхайд фон дер Марк († сл. 1371), незаконна дъщеря на граф Адолф II фон Марк († 1348). Брат е на Вулбранд фон Халермунд († 1436), абат на Корвей (1398 – 1406), епископ на Минден (1406 – 1436).
Графството Халермунд е собственост на манастир Минден и има площ от само 55 km². Чрез залагане половината от графството попада през 1282 г. на Херцогство Брауншвайг-Люнебург. Последният граф Ото III фон Халермунд продава остатъка на собствеността през 1411 г. на Княжество Брауншвайг-Волфенбютел.

## Фамилия
Ото III фон Халермунд се жени за Елизабет († сл. 1411). Те имат една дъщеря:
- Метте фон Халермунд († сл. 1455)